# Sint-Anna (Hamme)
Sint-Anna is een dorp in de Belgische provincie Oost-Vlaanderen. Het ligt grotendeels op het grondgebied van de gemeente Hamme. Sint-Anna ligt vier kilometer ten westen van het dorpscentrum van Hamme, in het noordwesten van het grondgebied, tegen de grens met Zele. Tussen de rest van Hamme en Sint-Anna ligt hiermee vergroeid het gehucht Rodendries, in een zuidelijk uitloper van het grondgebied van de gemeente Waasmunster. Net ten noorden van Sint-Anna loopt de Durme.

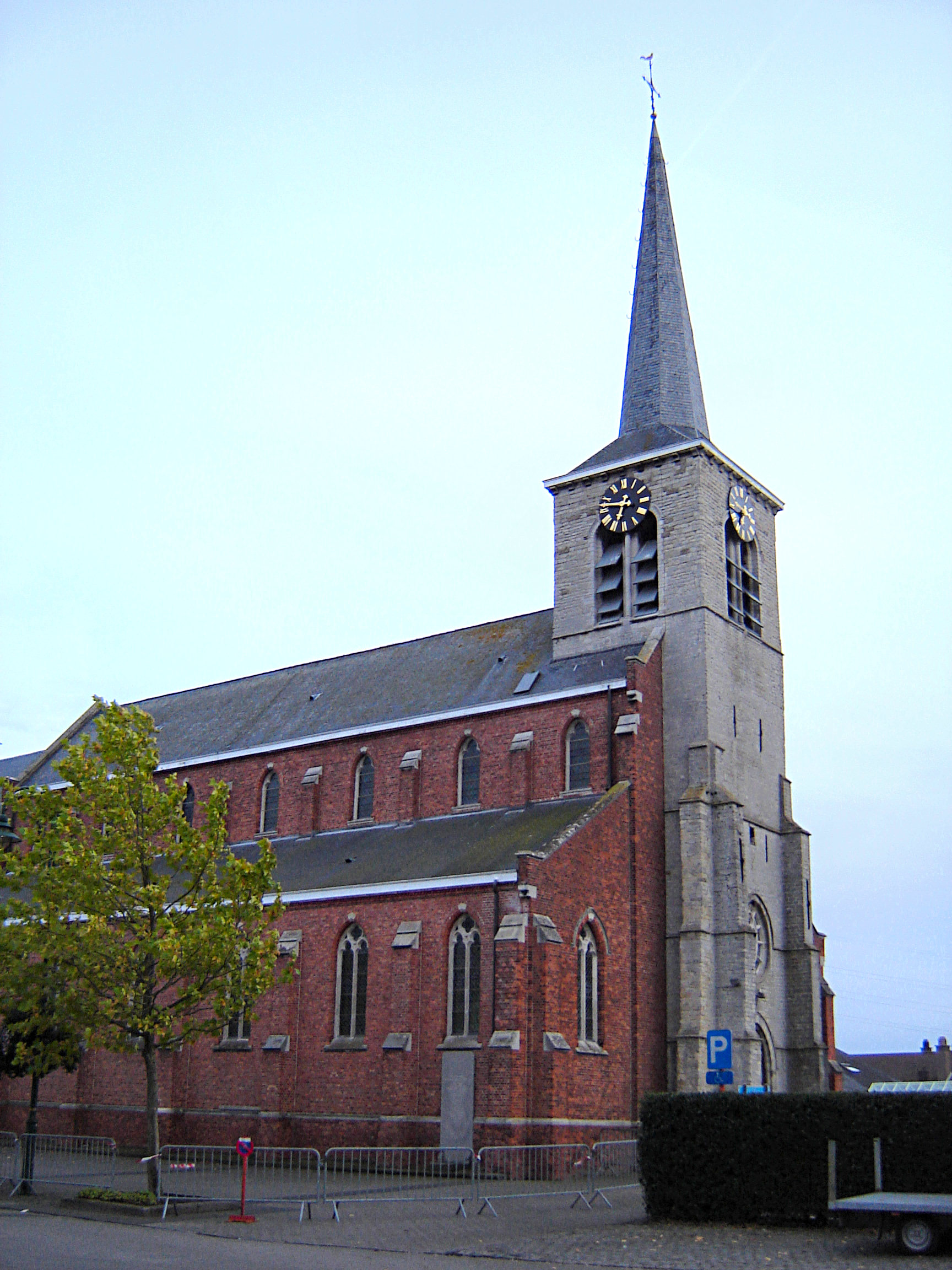
Sint-Annakerk

## Geschiedenis
Het kerkdorp groeide langs de oude weg tussen Hamme en Zele nabij de Durme. Het moerassig gebied langs de Durme werd in de middeleeuwen ingepolderd. Een vermelding uit 1245 spreekt over het Sint-Anna-schoor, dat aan Hamme geschonken werd. Door de nieuwe landbouwgrond groeide de plaats verder tot een dorpje uit. In 1373 werd er al een eigen kapel gewijd aan de heilige Anna door de bisschop van Doornik. Het dorp hing bestuurlijk af van Hamme, terwijl het kerkelijk van Waasmunster afhing.
In de 17de eeuw streefde men naar parochiale onafhankelijkheid en in 1640 werd de plaats tot proosdij verheven door de Gentse bisschop Antonius Triest. Sint-Anna werd nog geen parochie, maar kreeg wel al dooprecht in 1683. De Ferrariskaart uit de jaren 1770 toont de plaats als het dorp Ste. Annen met haar kerk. Daar was het gehucht al grotendeels vergroeid met de gehuchten Ste. Annedoorne net ten westen en het Waasmunsterse Rodendriesch net ten oosten.
Op het eind van het ancien régime werden de gemeentes gecreëerd en Sint-Anne werd ondergebracht bij Hamme. In de 19de eeuw probeerde men zelfs een zelfstandige gemeente te worden, maar dit werd verworpen in 1837. In 1854 werd Sint-Anna als parochie erkend. De parochie omvatte Sint-Anna zelf, maar ook de wijken Doorn, Rodendries, Bril en Hooigat, dat later naar de jongere parochie Zogge ging. In 1874 werd ook een deel van de wijk Ardoystraat hier bij gevoegd.
In 1875-1877 werd de parochiekerk als nieuwbouw heropgetrokken op de oude funderingen, waarbij de 15de-eeuwse toren behouden bleef.

## Bezienswaardigheden
- De Sint-Annakerk
- De Franckesmolen, behorende tot de gemeente Waasmunster

## Nabijgelegen kernen
Rodendries, Durmen
Deelgemeenten: Hamme · Moerzeke

Overige dorpen en gehuchten: Kastel · Sint-Anna · Zogge

Belgische gemeenten · Arrondissement Dendermonde · Oost-Vlaanderen · Vlaanderen